# Tocantins
Tocantins [tokɐ̃ˈtʃĩs], amtlich portugiesisch Estado do Tocantins, ist der jüngste Bundesstaat von Brasilien.  Die Hauptstadt von Tocantins ist Palmas. Tocantins hatte nach der Volkszählung von 2010 1.373.551 Einwohner und eine Fläche von rund 277.423,6 km². Damit lag die Bevölkerungsdichte bei 5 Einwohnern pro km². Zum 1. Juli 2021 wurde die Bevölkerungszahl auf 1.607.363 Personen geschätzt, die Tocantinenser genannt werden.

## Geographie
Tocantins grenzt an die brasilianischen Bundesstaaten Maranhão (Nordosten), Piauí und Bahia (Osten), Goiás (Süden), Mato Grosso (Westen) sowie Pará (Nordwesten). Der Staat gehört zur Großregion Norte.

### Flüsse
- Der Rio Tocantins, von dem das Bundesland seinen Namen hat, ist mit 2640 Kilometern Länge der größte und längste Fluss in Tocantins.
- Der Rio Araguaia bildet die Westgrenze von Tocantins und mündet als rechter Zufluss am Nordende des Bundesstaates, dem sogenannten Papageienschnabel (portugiesisch Pico do papageio), in den Rio Tocantins.

Siehe auch: Ilha do Bananal

## Geschichte
Die Region von Tocantins wurde seit der Eroberung ursprünglich fast ausschließlich von der Urbevölkerung bewohnt. Der Bau der Bundesstraße BR-010 von Brasília nach Belem, der Rodovia Engenheiro Bernardo Sayão, brachte die ersten Infrastrukturmaßnahmen mit sich. Entlang der Straße entstanden Dörfer und Städte, und die Ureinwohner wurden in Reservate abgedrängt.
Der Staat Tocantins wurde dann 1988 auf Grund eines Beschlusses der Bundesregierung im Rahmen einer Verfassungsänderung durch Abspaltung von Goiás gegründet. Als Hauptstadt wurde das neu zu gründende Palmas gewählt. Bis zum 1. Januar 1990 diente Miracema do Tocantins als provisorische Hauptstadt.

## Politik
Gouverneur ist Mauro Carlesse  des Partido Humanista da Solidariedade (PHS), Vizegouverneur ist Wanderlei Barbosa  des Partido Socialista Brasileira (PSB).
Die Gesetzgebung liegt bei der Legislativversammlung von Tocantins aus 24 gewählten Abgeordneten. Tocantins entsendet acht Bundesabgeordnete in die Abgeordnetenkammer und drei Senatoren in den Bundessenat des brasilianischen Nationalkongresses.

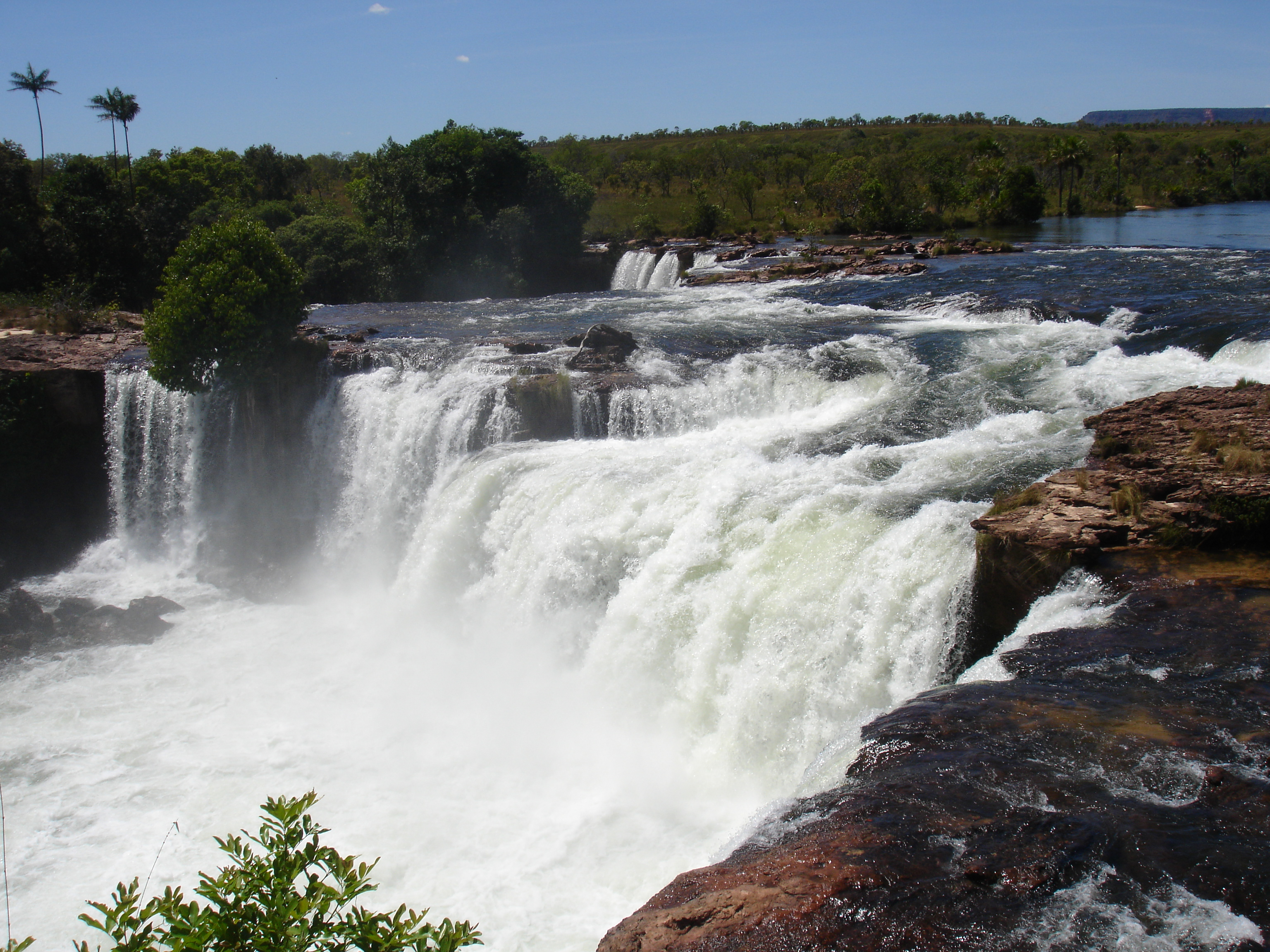
Wasserfall des Rio Novo
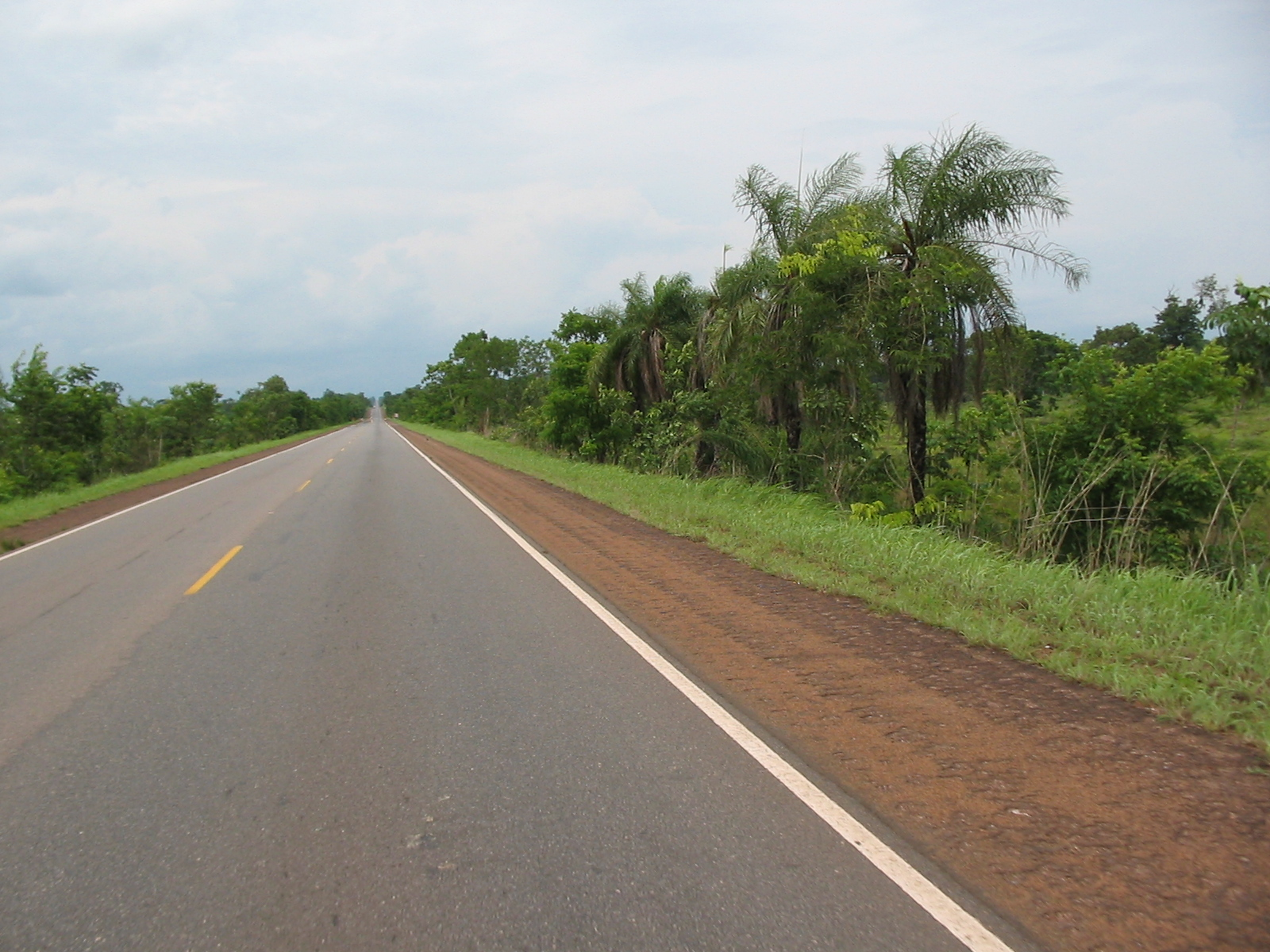
Bundesstraße BR-153, die Rodovia Transbrasiliana, in Tocantins
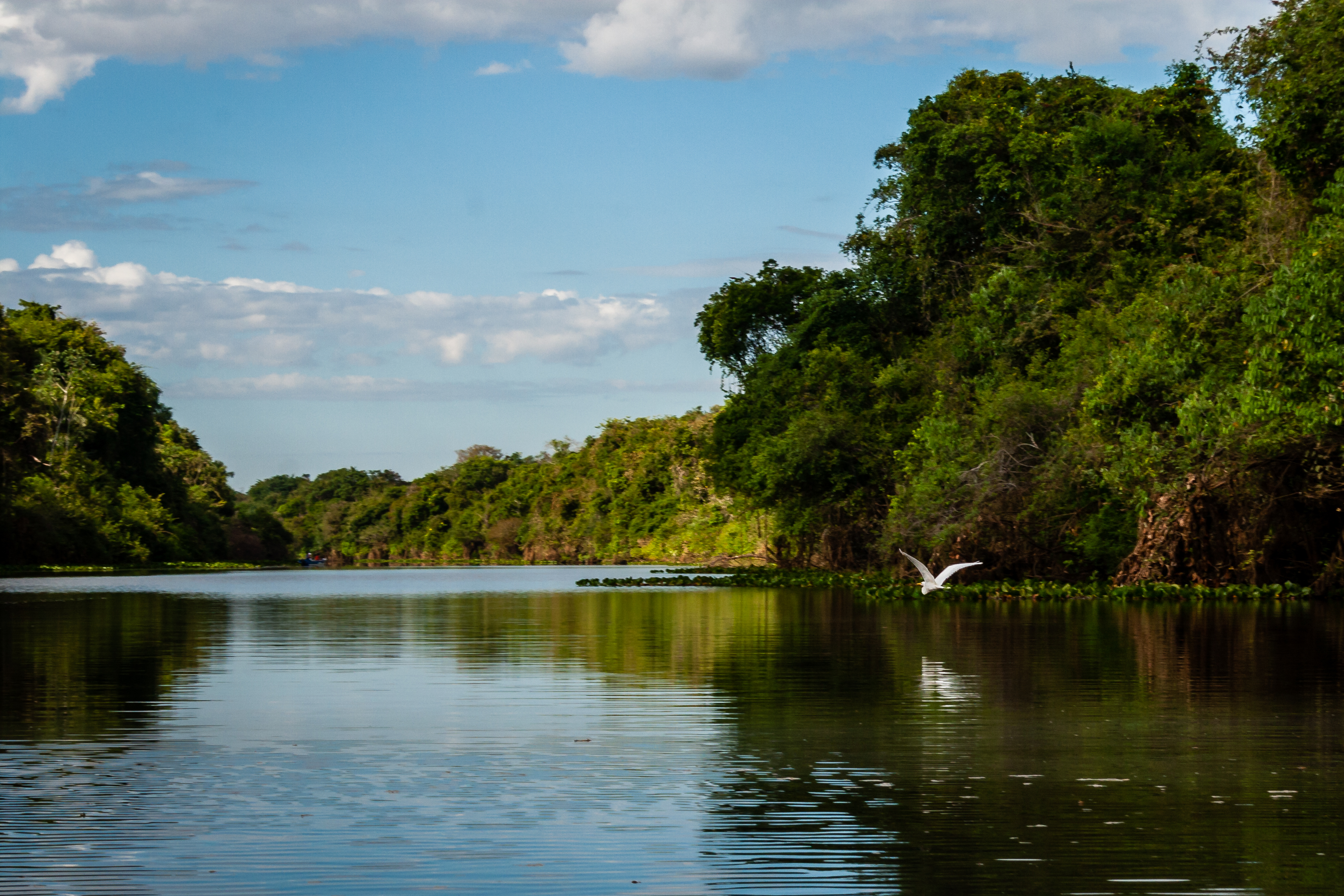
Araguaia Nationalpark
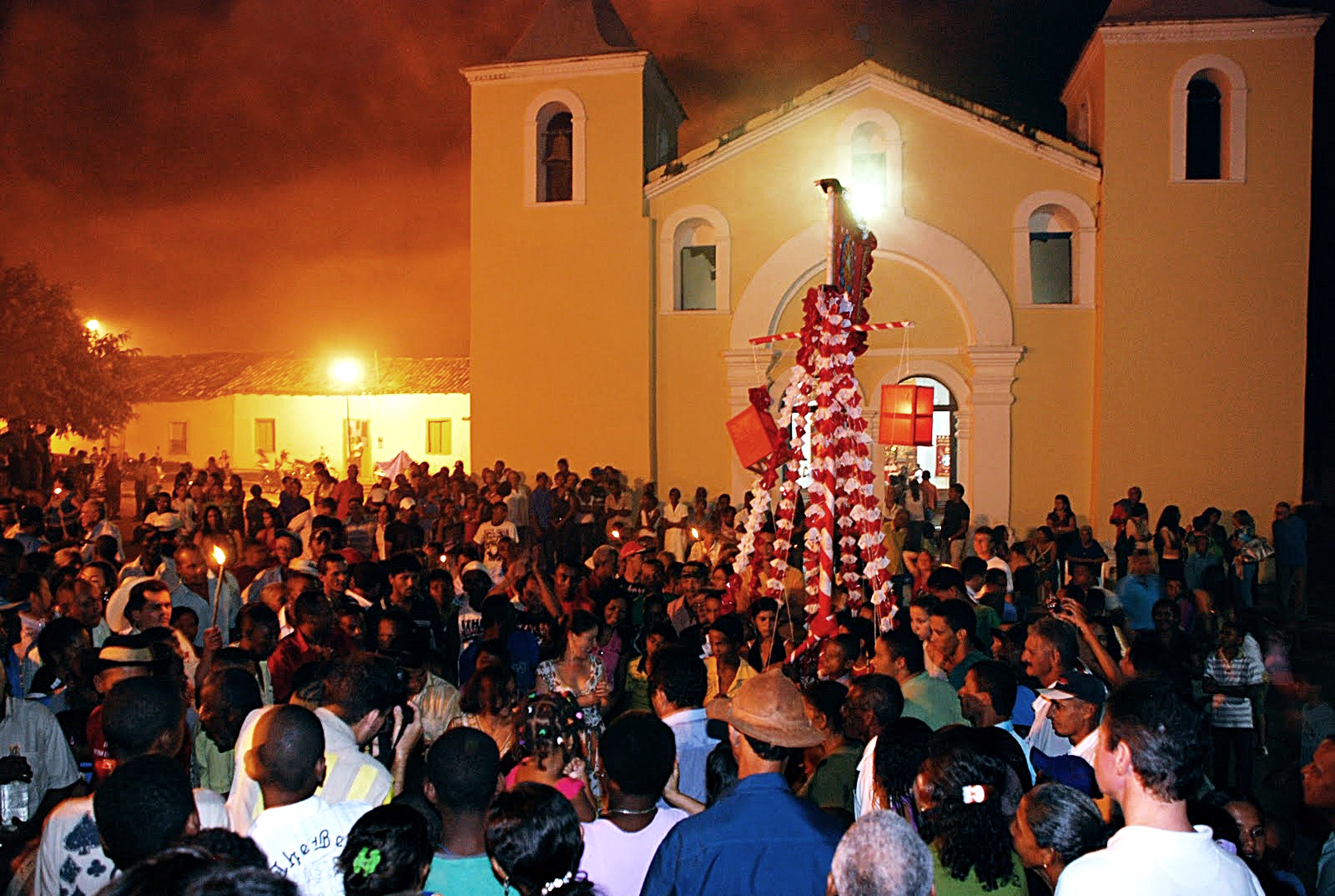
Capitão do Mastro-Fest in Natividade

## Bevölkerung

### Städte
Tocantins ist in 139 politische Gemeinden, den municípios, gegliedert. Die größten Städte gemessen an ihrer zum 1. Juli 2019 geschätzten Einwohnerzahl sind:
- Palmas – 299.127
- Araguaína – 180.470
- Gurupi – 86.647
- Porto Nacional – 53.010
- Paraíso do Tocantins – 51.252
- Araguatins – 35.761
- Colinas do Tocantins – 35.424
- Guaraí – 25.923
- Tocantinópolis – 22.870
- Dianópolis – 22.139
- Miracema do Tocantins – 18.248

Siehe auch: Liste der Gemeinden in Tocantins